# Embrouilles dans la galaxie
Embrouilles dans la galaxie (Can of Worms) est un téléfilm américain de la collection des Disney Channel Original Movie réalisé par Paul Schneider et diffusé en 1999.

## Synopsis
Mike Pillsbury, un adolescent aussi doué qu'inventif, souffre de n’avoir qu’un seul ami Nick, avec lequel il partage ses découvertes, pensées et émotions. Convaincu que son manque de popularité vient du fait qu’il n’est pas un terrien, il finit par s'identifier aux extraterrestres. Féru de technologie spatiale, il parvient même à ouvrir la porte des étoiles...

## Fiche technique
- Titre original : Can of Worms
- Réalisateur : Paul Schneider
- Scénario : Kathy Mackel, d'après le roman de Kathy Mackel
- Durée : 79 minutes
- Date de diffusion : 1999
- genre : science fiction

## Distribution
- Michael Shulman : Mike Pillsbury
- Erika Christensen : Katelyn Sands
- Malcolm McDowell : Barnabus (voix)
- Marcus Turner : Scott Tribler
- Adam Wylie : Nick
- Andrew Ducote : Jay
- Garrett M. Brown : Dana Pillsbury
- Lee Garlington : Pamela Pillsbury
- Brighton Hertford : Jill Pillsbury
- Chris Davies : Ryan